# Pasión peligrosa
Pasión peligrosa (título original: Dangerous Attraction) es una película de suspenso canadiense de 2000 dirigida por Penelope Buitenhuis y fue protagonizada por Andrea Roth, Linden Ashby y Rae Dawn Chong.

## Argumento
Allison Davis es una exitosa mujer de una agencia de publicidad. Un día ella conoce dos hombres muy diferentes. Se llaman Neil y Dan. Se siente atraída por ellos y y decide por ello salir con ambos.
Sin embargo ella pronto se encuentra en una peligrosa lucha de poder a causa de ello, que tiene que ver con un asesinato, cuando comienza a descubrir la verdadera identidad de los dos hombres con los que está saliendo.

## Reparto
- Andrea Roth - Allison Davis
- Linden Ashby - Neil / Dan Paterson
- Rae Dawn Chong - Ann Rich
- Ian Tracey - Det. Ryan Bell
- Aaron Pearl - Michael Galvin
- Ian Marsh - Trevor Bains
- Paul McGillion - Phillip Broger

## Producción
Se hizo esta película, como muchas otras a raíz del gran éxito de Basic Instinct (1993).

## Recepción
Esta película fue valorada enportales de información cinematográfica. En IMDb, con 415 votos registrados obtiene una media ponderada de 3,9 sobre 10. En el portal Rotten Tomatoes tiene la consideración de "fresco" para el 33% de las menos de 50 valoraciones de los usuarios del agregador, dándole una puntuación media de 2,8 de 5.